# Bahía de Baffin (Texas)
La bahía de Baffin (del inglés: Baffin Bay), también conocida en español como lago de la Santísima Trinidad, es una bahía en el Sur de Texas, una ensenada o cala de la Laguna Madre. Ubicada cerca del golfo de México, la bahía de Baffin forma parte de los límites del condado de Kenedy y el condado de Kleberg. La bahía de Baffin también es conocido por ser un lugar de pesca.